# Шамал, Пршемысл
Пршемысл Шамал (чеш. Přemysl Šámal; 4 октября 1867[…], Прага, Цислейтания[…] — 9 марта 1941, Моабитская тюрьма) — чешский политический деятель, участник антиавстрийского и антинацистского сопротивления, глава канцелярии президента Томаша Гаррига Масарика и Эдварда Бенеша.

## Биография
После окончания юридического факультета университета Карла-Фердинанда работал юристом, одновременно с этим работал, например, в Музее Чешского королевства или Матице Чешской. 
Он также был активным членом Чешской прогрессивной (реалистической) партии, а с 1914 года возглавлял её. В начале Первой мировой войны был одним из основателей и организаторов движения за независимость Чехословакии — Маффии. После эмиграции Эдварда Бенеша, стал его преемником на посту главы организации на территории Австро-Венгрии, и имел большую заслугу в том, что так и не был раскрыт, а также был хорошим координатором конспиративных сетей.

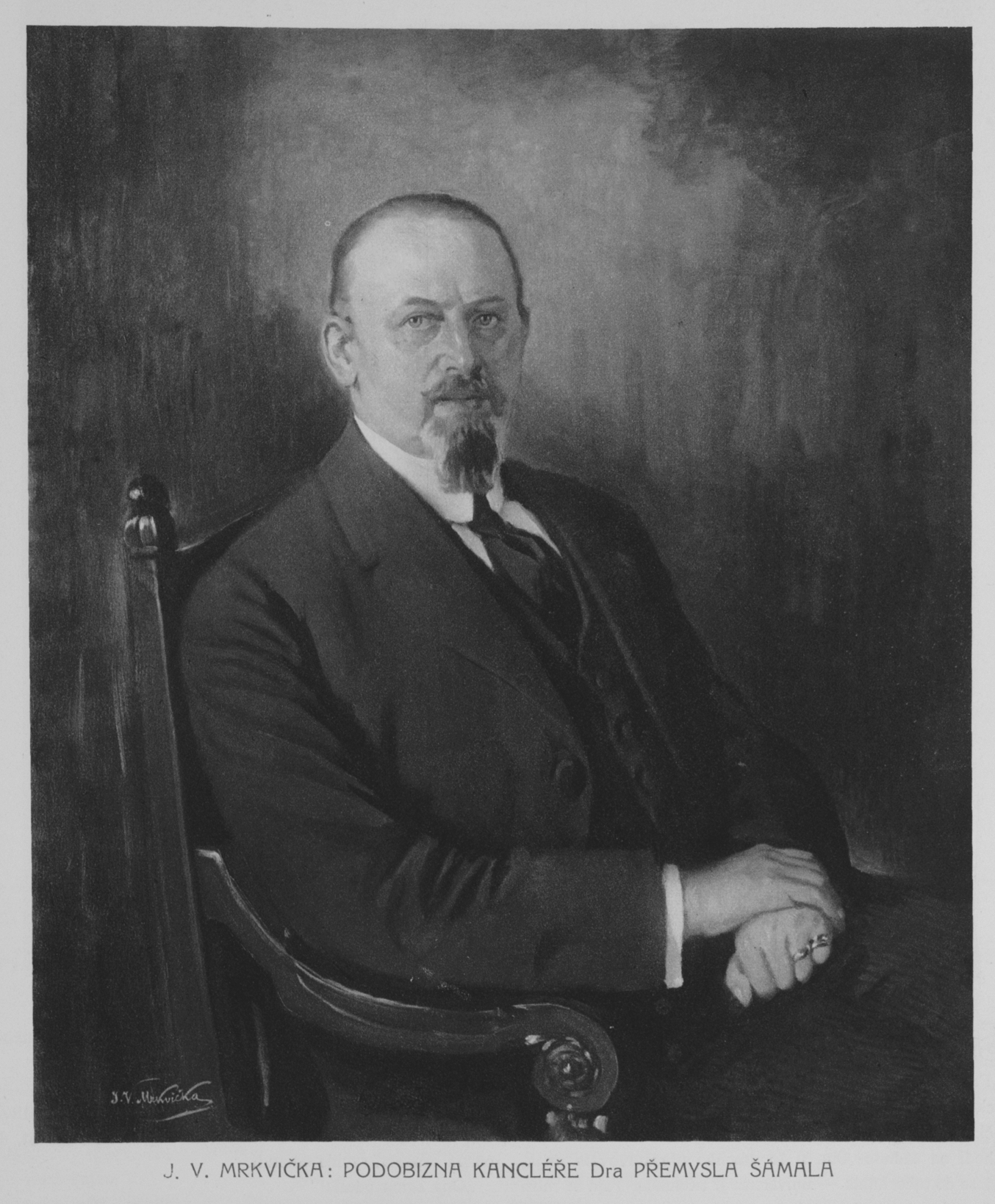
Портрет Шамала художника Ивана Мырквички

С февраля 1918 года вступил в партию Чешских конституционных демократов, в которую он перевёл большую часть бывших реалистов. В октябре 1918 года он принял участие в встрече чешских политиков с Эдвардом Бенешем в Женеве, поэтому не присутствовал в стране во время событий 28 октября в Праге.
После создания независимой Чехословакии стал Старостой (мэром) Праги. С ноября 1918 года стал депутатом Революционного национального собрания от Чешской конституционной демократии, которая впоследствии стала Национал-демократической партии Чехословакии. В июне 1919 года ушёл в отставку с поста градоначальника Праги, а в сентябре 1919 года отказался от мандата депутата.
В ноябре 1919 года стал Главой канцелярии президента Чехословакии, в должности которого пробыл вплоть до декабря 1938 года.
После оккупации Чехословакии и начала Второй Мировой Войны
 возглавлял организацию сопротивления «Политическое управление», объединяющую политиков разных партий времён Первой и Второй республик, имел кодовое имя «Пахарь» (чеш. Oráč). 27 января 1940 года был арестован Гестапо за антинацистскую позицию, в своей квартире на улице Кармелитской, дом 14 в Праге. В течение четырёх месяцев его допрашивали, а затем заключили в берлинскую тюрьму Моабит. Оттуда его выпустили, после оплаты высокого залога в частную больницу в Берлине, где он вскоре скончался.

## Семья
Впервые женился 31 июля 1899 года на Анне Неквасиловой (1875—1911), дочери политика и предпринимателя Вацлава Неквасила.
Его вторая жена — Павла Форжтова (урождённая Кропфова, 1886—1974) приходилась племянницей старосте королевского города Праги Владимиру Србу. Она также была известным художником, интересовавшимся египтологией. Она посещала лекции Франтишека Лексы и публиковала публикации на тему египетского орнамента. Её оригинальные подготовительные рисунки для публикаций хранятся в Библиотеке Ярослава Черного (Философский факультет Карлова университета, Чешский институт египтологии). Вступили в брак 30 июня 1937 года.
В первом браке родился сын Яромир Шамал в 1900 году. В последствии Яромир Шамал стал профессором энтомологии, а 5 июня 1942 года, в период военного положения после покушения на исполняющего обязанности рейхспротектора Рейнхарда Гейдриха, он был арестован и в тот же день казнен на стрельбище в Кобылисах. Его детей Иржи и Алену забрало гестапо. 12 июля 1942 года их перевезли через Польшу в Германию для перевоспитания. После окончания войны оба ребенка были найдены и возвращены в Чехословакию. Жена Яромира Шамаля Милада, урожденная Цебеова, была арестована 10 июля 1942 года. В последующие годы она прошла через концентрационные лагеря Терезин, Освенцим и Равенсбрюк. Затем ее перевели в тюрьму в Берлине, где она оставалась до конца войны.

## Награды
- Орден Томаша Гаррига Масарика 1 степени (ЧСФР, 1992 год) — посмертно.